# Palazzo del Coudenberg
Il castello e in seguito palazzo del Coudenberg (in francese Palais du Coudenberg; in fiammingo Paleis op de Koudenberg), era un palazzo situato nel centro del Quartier de la Cour a Bruxelles che, per circa 700 anni, fu la sede dei conti, duchi, arciduchi, re, imperatori e governatori che, tra il XII e il XVIII secolo, dominarono il Ducato di Brabante e su tutti o parte dei grandi Paesi Bassi.
Il palazzo fu completamente distrutto da un incendio accidentale che scoppiò nella notte fra il 3 e il 4 febbraio 1731.
Oggi dell'edificio rimangono solo le parti sotterranee. Dopo molti anni di scavi, le vestigia archeologiche del palazzo sono state rese visitabili. Il castello fa parte della rete delle residenze reali europee.

## Storia
Non è nota la data esatta nella quale i conti di Lovanio edificarono il primo castello del Coudenberg. Solitamente, si ritiene che la costruzione fosse avvenuta verso la metà dell'XI secolo: nel 1047, il trasferimento, voluto dal conte Lamberto II Balderico, delle reliquie di santa Gudula dalla chiesa di Saint-Géry alla chiesa che poi divenne la concattedrale di San Michele e Santa Gudula corrispose senza dubbio allo spostamento della sede del potere comitale dalla parte bassa alla parte alta della città. L'esistenza del castello è comunque certa nel XII secolo.
La città e il castello che la domina crebbero d'importanza a partire dal 1183, anno di creazione del Ducato di Brabante.
Nel 1356, né il castello né la cinta fortificata impedirono al conte Luigi II di Fiandra di impadronirsi della città, né tantomeno impedirono la successiva rivolta guidata da Éverard t'Serclaes per scacciare le truppe di Luigi II.
Dopo questo episodio, sotto il governo dei duchi Giovanna e Venceslao, fu intrapresa la costruzione della seconda cinta muraria di Bruxelles, che includeva nel territorio della città i campi e le zone edificate esterne alla prima cinta.
Il castello ducale, che si trovò così lontano dalla nuova cinta muraria, perse la sua funzione difensiva e iniziò un processo che progressivamente lo trasformò in palazzo residenziale.
I duchi ingrandirono gli appartamenti e riorganizzarono le sale cerimoniali, creando anche un parco.
Nel 1430, il Ducato di brabante fu annesso al Ducato di Borgogna e il palazzo doveva riflettere il notevole potere di questa sede; fu così sottoposto a numerose modifiche.
Filippo il Buono aggiunse nuove ali al palazzo, abbellì il parco e, soprattutto, fece costruire a spese della città l'Aula Magna, la grande sala delle cerimonie del palazzo del Coudenberg in cui, nel 1465, si riunirono per la prima volta gli États Généraux (Stati Generali) formati da delegati della borghesia, del clero e della nobiltà dei Paesi Bassi borgognoni. Nel corso dei secoli successivi vi si tennero molte cerimonie e avvenimenti.

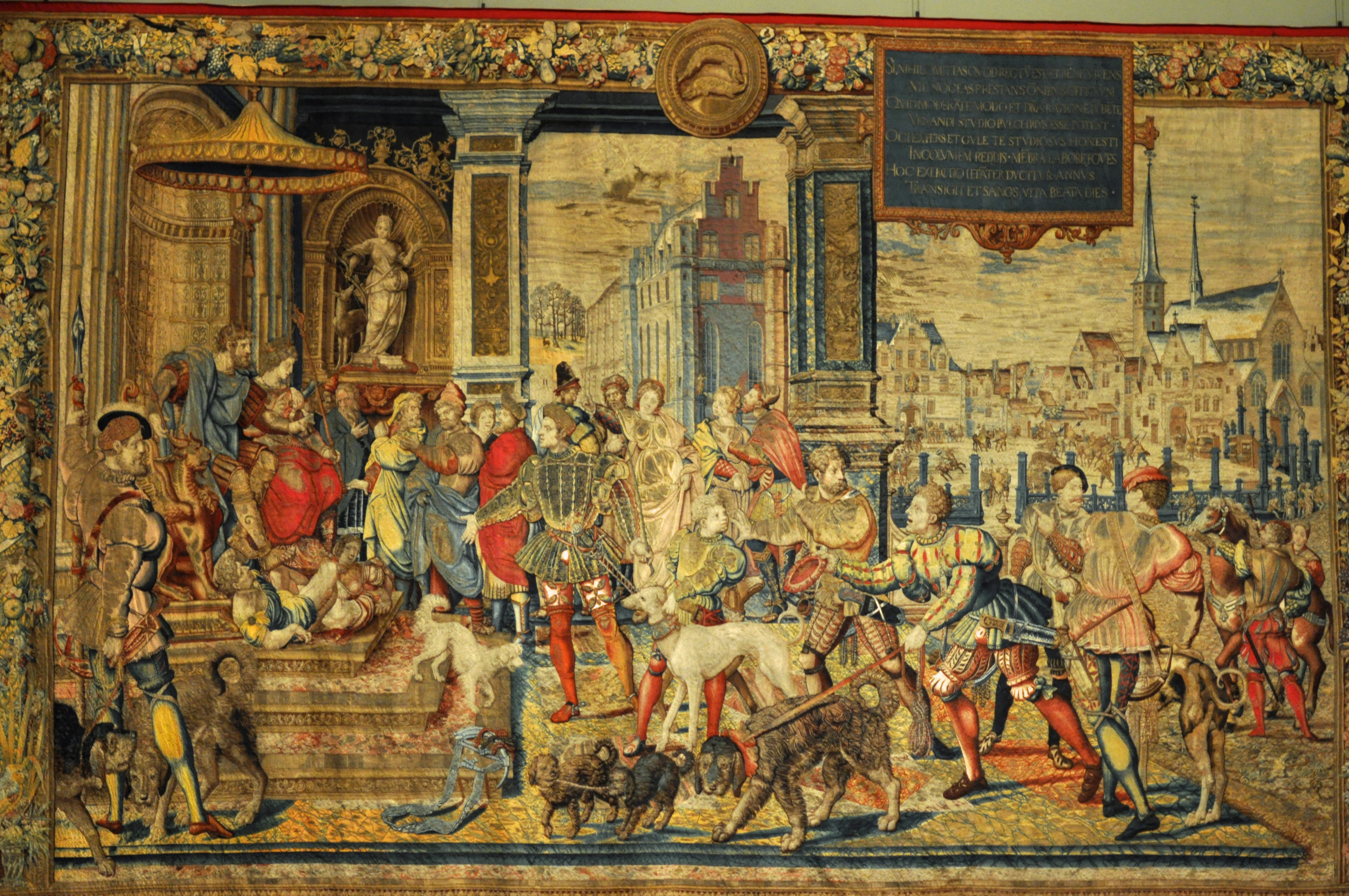
Arazzo della caccia di Massimiliano, mese di febbraio (Museo del Louvre): il palazzo è visto dalla piazza delle vasche, con l'Aula Magna al centro della scena e la chiesa di San Giacomo a destra

Sempre in questa sala, nel 1515, Carlo d'Asburgo, erede del Ducato di Borgogna e futuro imperatore con il nome di Carlo V, fu emancipato.
E sempre in questo luogo, quarant'anni più tardi, egli abdicò in favore di suo figlio, il re Filippo II di Spagna.
Durante il suo regno, Carlo V sviluppò la piazza delle vasche di fronte al palazzo, fece costruire gallerie e sale di stile rinascimentale e fece edificare la Grande chapelle, in stile tardogotico, in memoria dei suoi genitori, Filippo il Bello e Giovanna di Castiglia.
Nel palazzo era conservato anche il tesoro dell'Ordine del Toson d'oro.

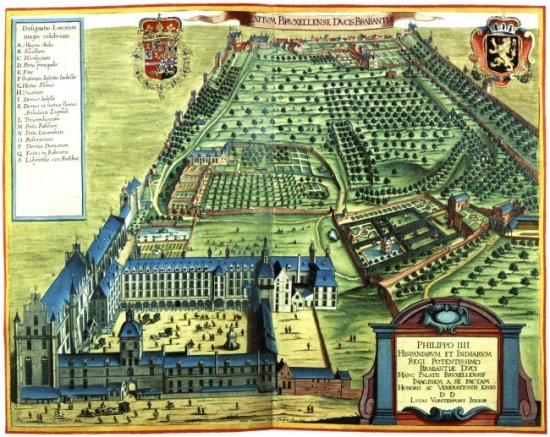
Il palazzo e i suoi giardini nel 1659, L. Vorsterman il Giovane

Nel XVII secolo, sotto il regno dei sovrani dei Paesi Bassi spagnoli, vi stabilirono la loro corte gli arciduchi Alberto e Isabella (dal 1598 al 1633), periodo in cui il palazzo poté beneficiare degli ultimi interventi importanti di miglioramento.
Gli arciduchi diedero nuovo splendore al palazzo, trasformarono gli edifici e riqualificarono gli appartamenti e i giardini.
La via che costeggiava l'Aula Magna e la cappella fu prolungata in direzione della collegiata dei santi Michele e Gudula, chiesa che poi divenne la futura cattedrale, e prese il nome di rue Isabelle.
Grandi amanti dell'arte, essi fecero giungere alla loro corte i più grandi artisti dell'epoca, tra i quali Jan Brueghel e Rubens, le cui opere decorano il palazzo.
Di questo periodo per Bruxelles rimane l'immagine di un'epoca di pace, di prosperità, di fervore intellettuale e artistico superiore a quello delle altre città europee.
Nel 1731, Bruxelles entrò a far parte dei Paesi Bassi austriaci e l'arciduchessa Maria Elisabetta d'Asburgo, sorella dell'imperatore Carlo VI, ne fu la governatrice.
Nella notte tra il 3 e il 4 febbraio, un incendio scoppiò nei suoi appartamenti e l'arciduchessa riuscì a scappare. Nella confusione, però, l'incendio si estese rapidamente al resto del palazzo, mentre il gelo rendeva difficile l'approvvigionamento dell'acqua e i mezzi antincendio erano totalmente inadeguati.
Al mattino, l'incendio aveva fatto alcune vittime, il palazzo era in rovina e con esso andarono perduti numerosi capolavori e buona parte degli archivi.
La cappella, le scuderie, la biblioteca, la casa dei paggi e la venerìa furono risparmiate e continuarono a essere utilizzate.
Dell'Aula Magna, rimasero in piedi solo gli alti muri.
La corte fu alloggiata altrove, mancando le finanze per la ricostruzione del palazzo.
Per oltre quarant'anni, le rovine del palazzo furono lasciate nel loro stato, tanto da essere chiamate "la Cour brûlée" (la Corte bruciata).
Solamente nel 1774, sotto la reggenza del governatore Carlo Alessandro di Lorena, fu deciso di demolire i ruderi e di riedificare il quartiere.
Anche la cappella fu distrutta, per il fatto che il suo stile gotico non corrispondeva più al gusto dell'epoca.
Sui resti di questo magnifico palazzo fu edificato il quartiere della place Royale, mentre il posto degli antichi giardini fu occupato dal parco di Bruxelles (Parc de Bruxelles).

## Descrizione del Palazzo al momento del suo massimo splendore (XVII secolo)

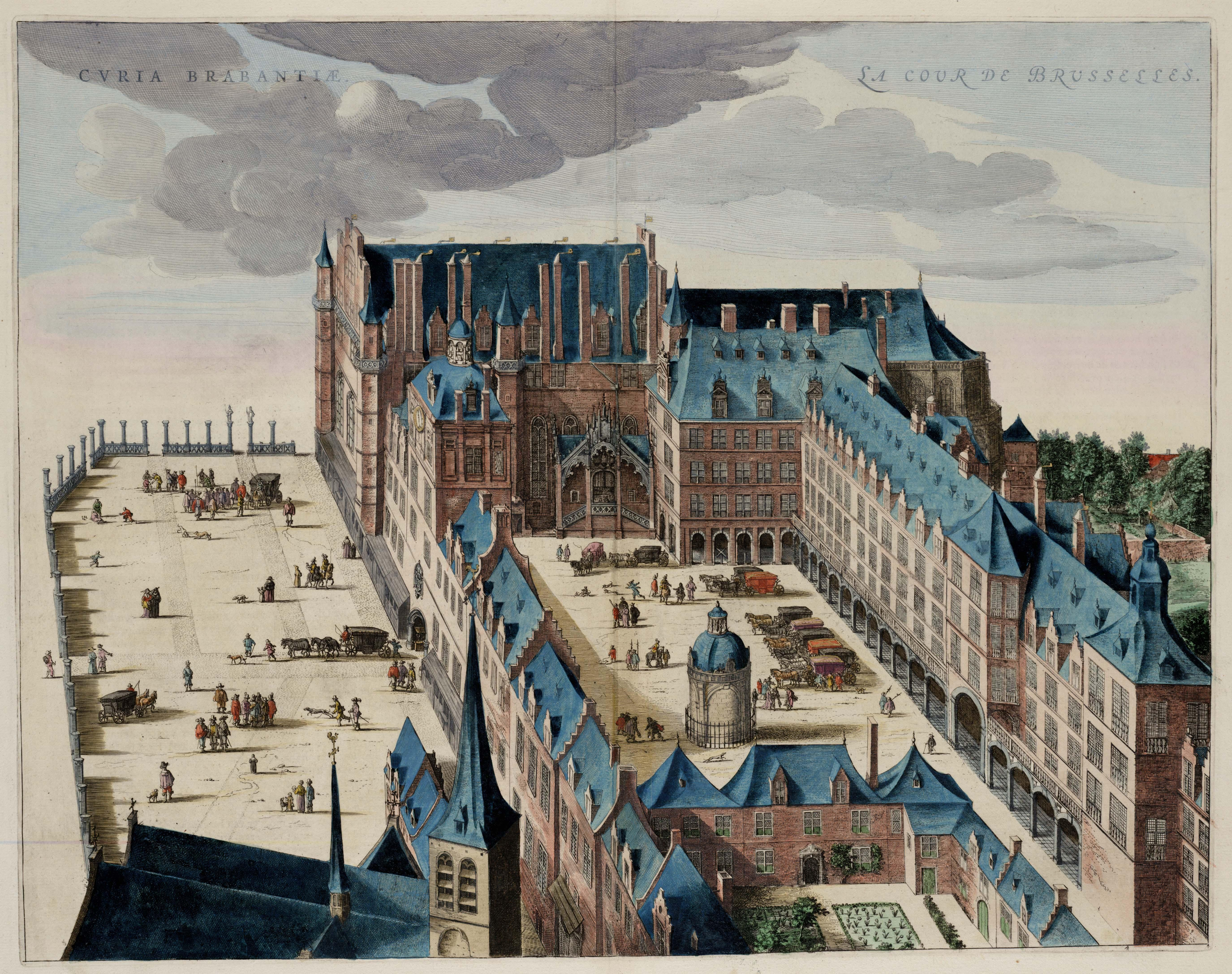
Il Palazzo nel 1649 (Curia Brabantiæ in celebri et populosa urbe Bruxellis, incisione di J. Van de Velde, Atlas van Loon)

Nel 1649, Jan Jansz van de Velde raffigurò il palazzo del Coudenberg in un'incisione che lo mostrava visto a volo d'uccello (si veda l'immagine a fianco).
In questa incisione, sulla sinistra è raffigurata la place des Bailles (piazza delle vasche), realizzata sotto il regno di Carlo V: la balaustrata che circondava la piazza pubblica comprendeva una serie di pilastri sormontati da statue di sovrani realizzate da Jan Borreman.

La piazza occupava la metà meridionale dell'attuale Place Royal.
In primo piano, si vede l'antica chiesa di Saint-Jacques-sur-Coudenberg, distrutta nel XVIII secolo e ragionevolmente ricostruita nel medesimo luogo, ma orientata verso la piazza.
Alcune carrozze attraversano il portale che, posto alla base della tour de l'horloge del XVII secolo, permetteva l'accesso alla cour intérieure (cortile interno) del Palazzo.

## Galleria d'immagini

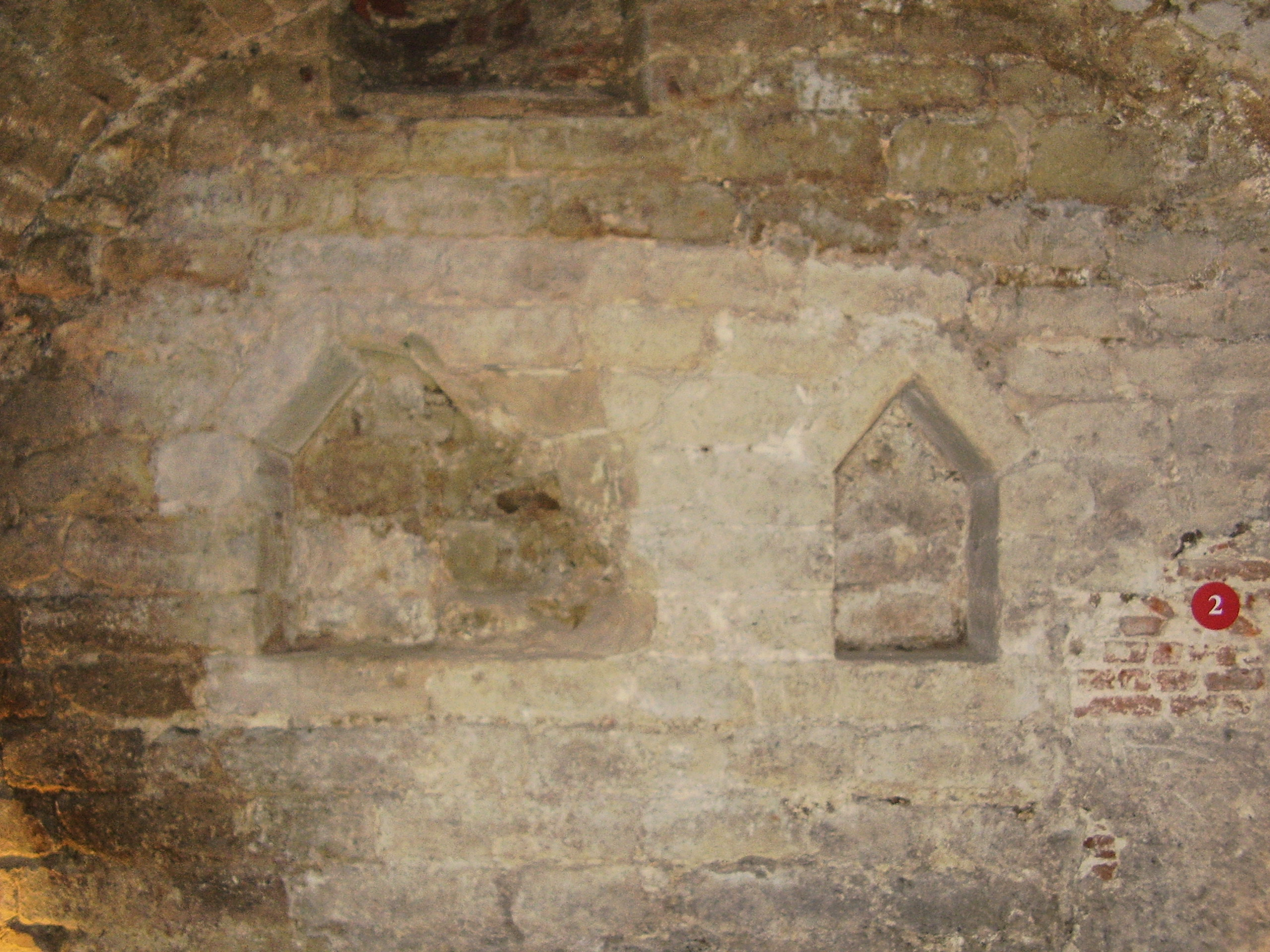
Fondazioni del XII secolo
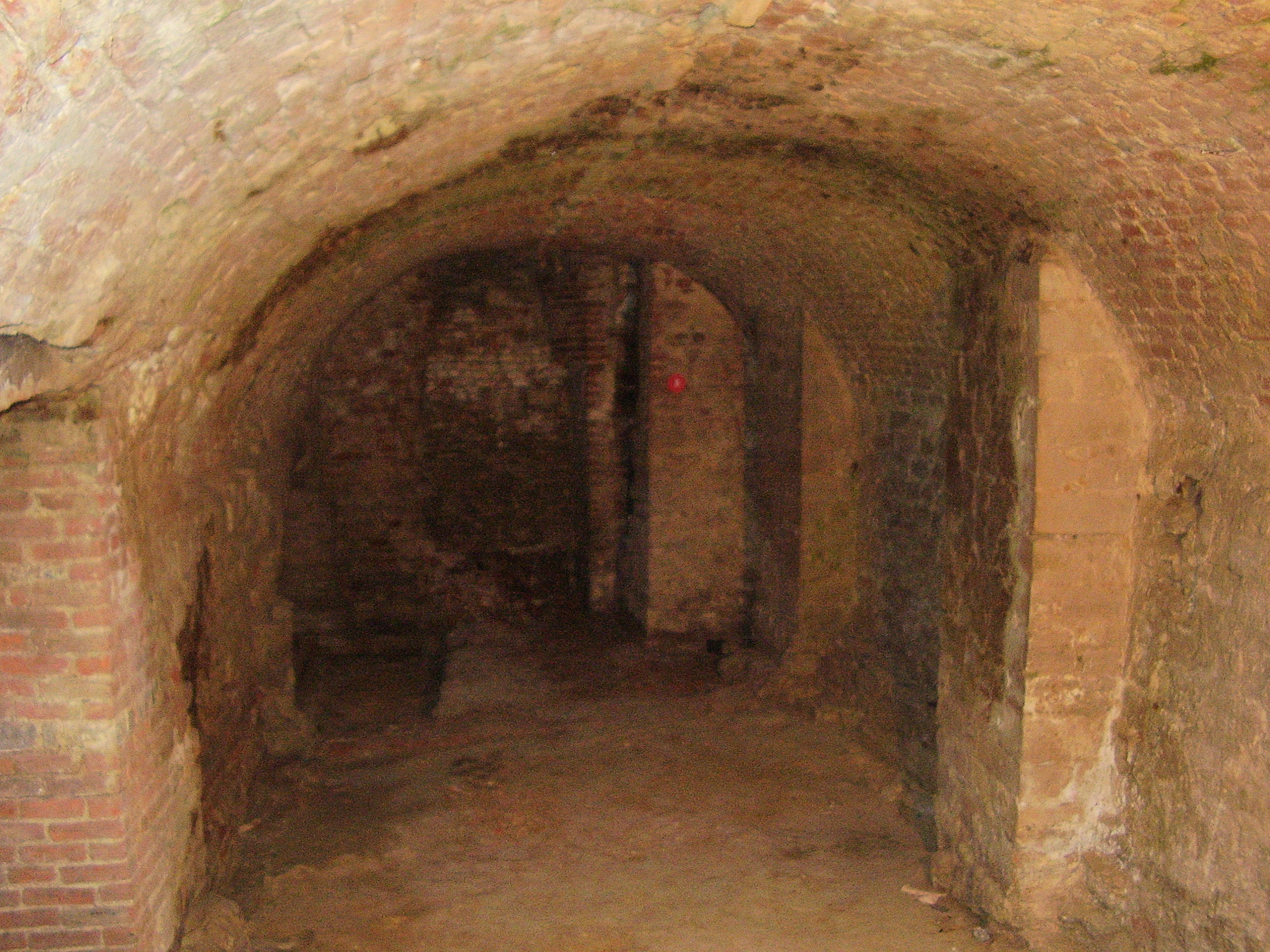
Cantine del XV secolo
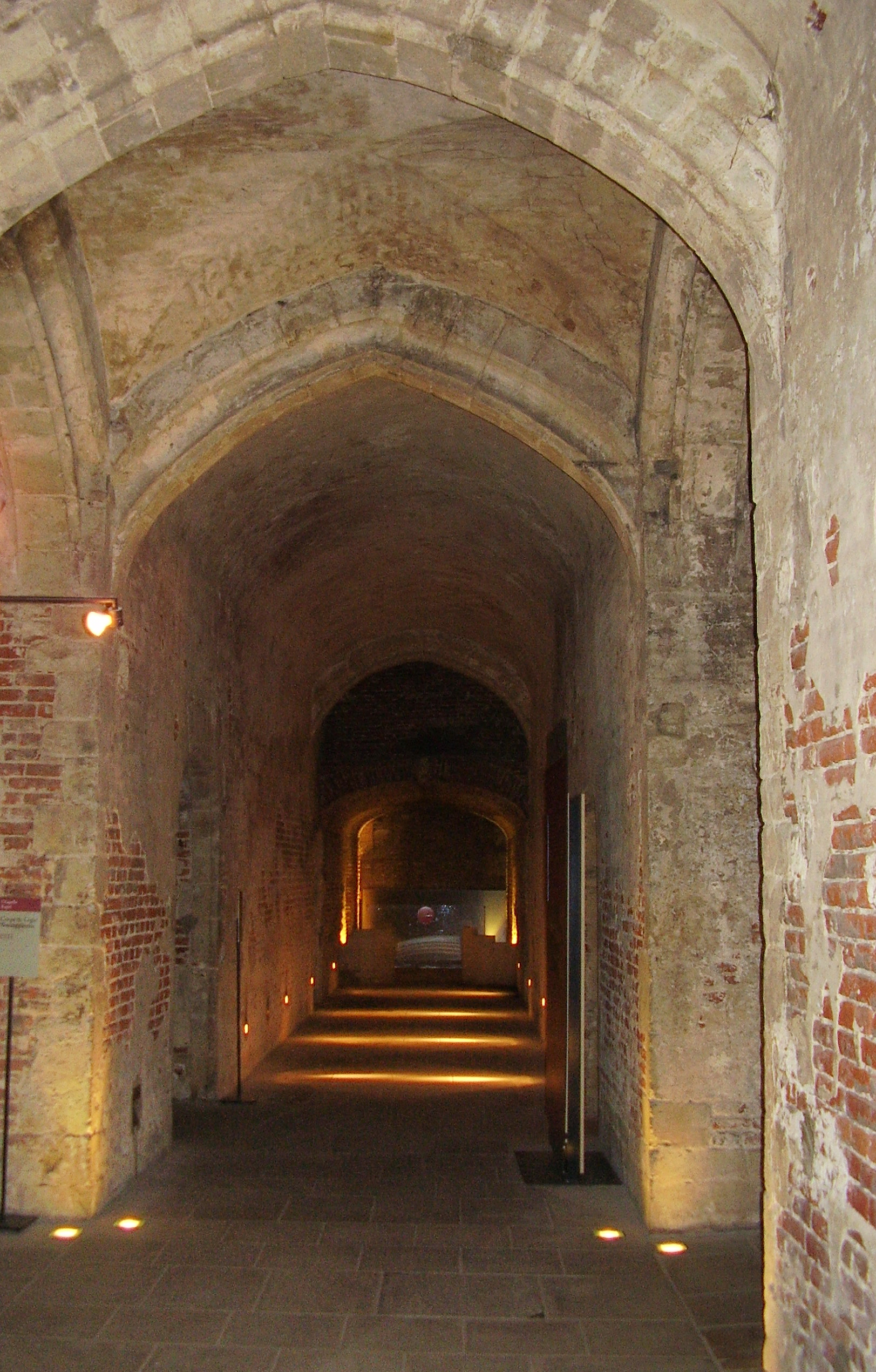
Sotto la cappella
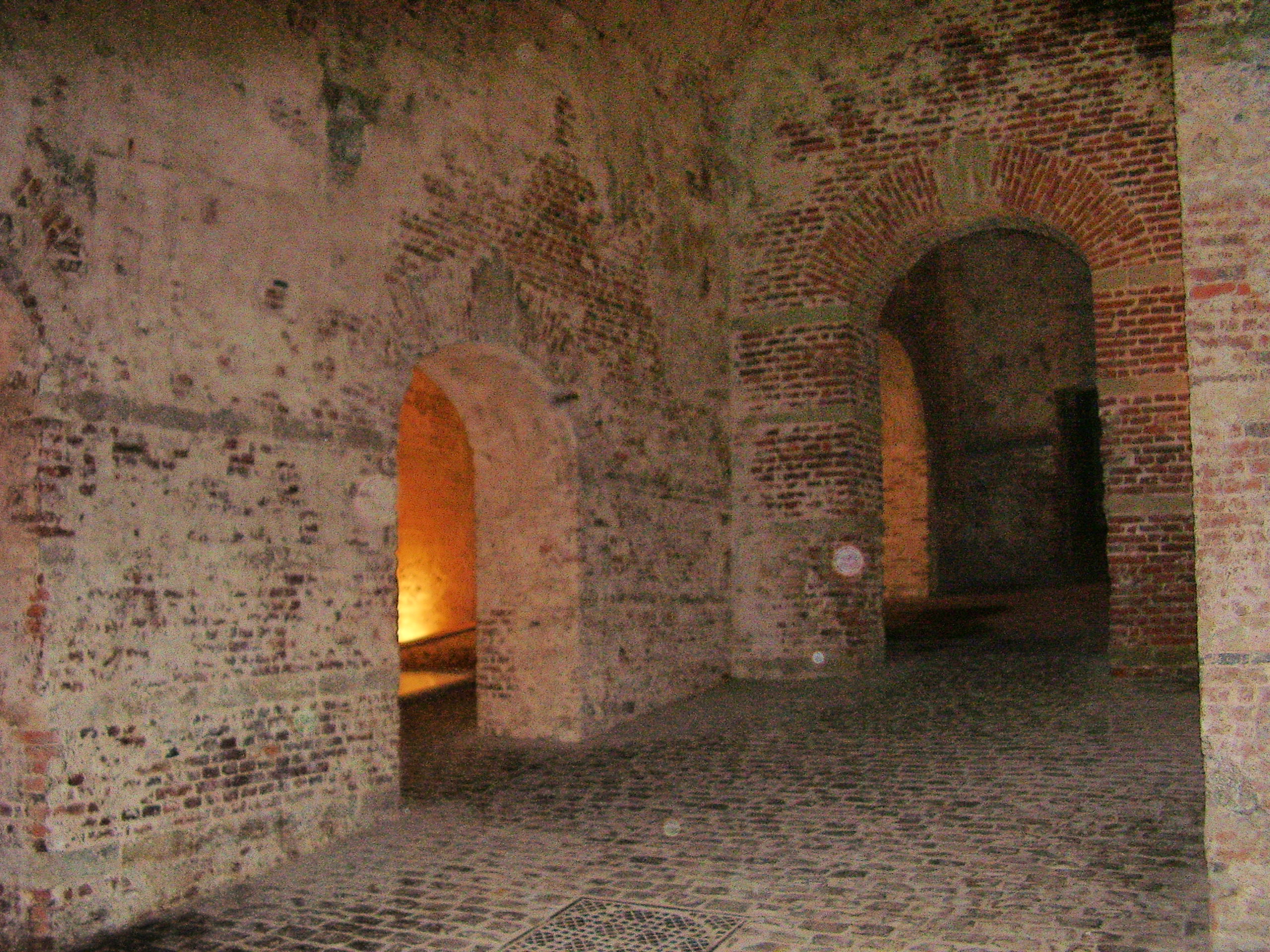
Cantine lungo la rue Isabelle
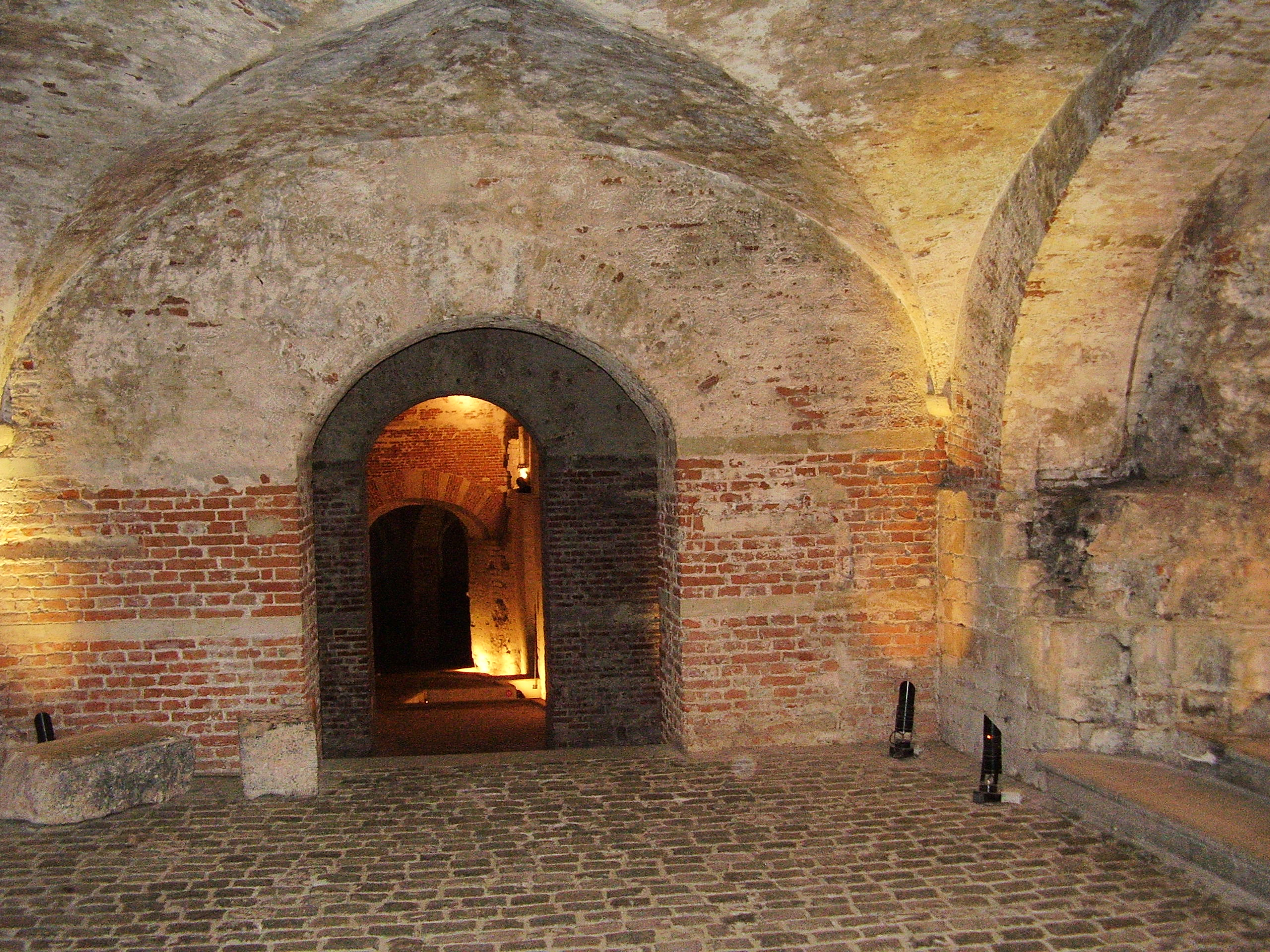
Parte alta della rue Isabelle
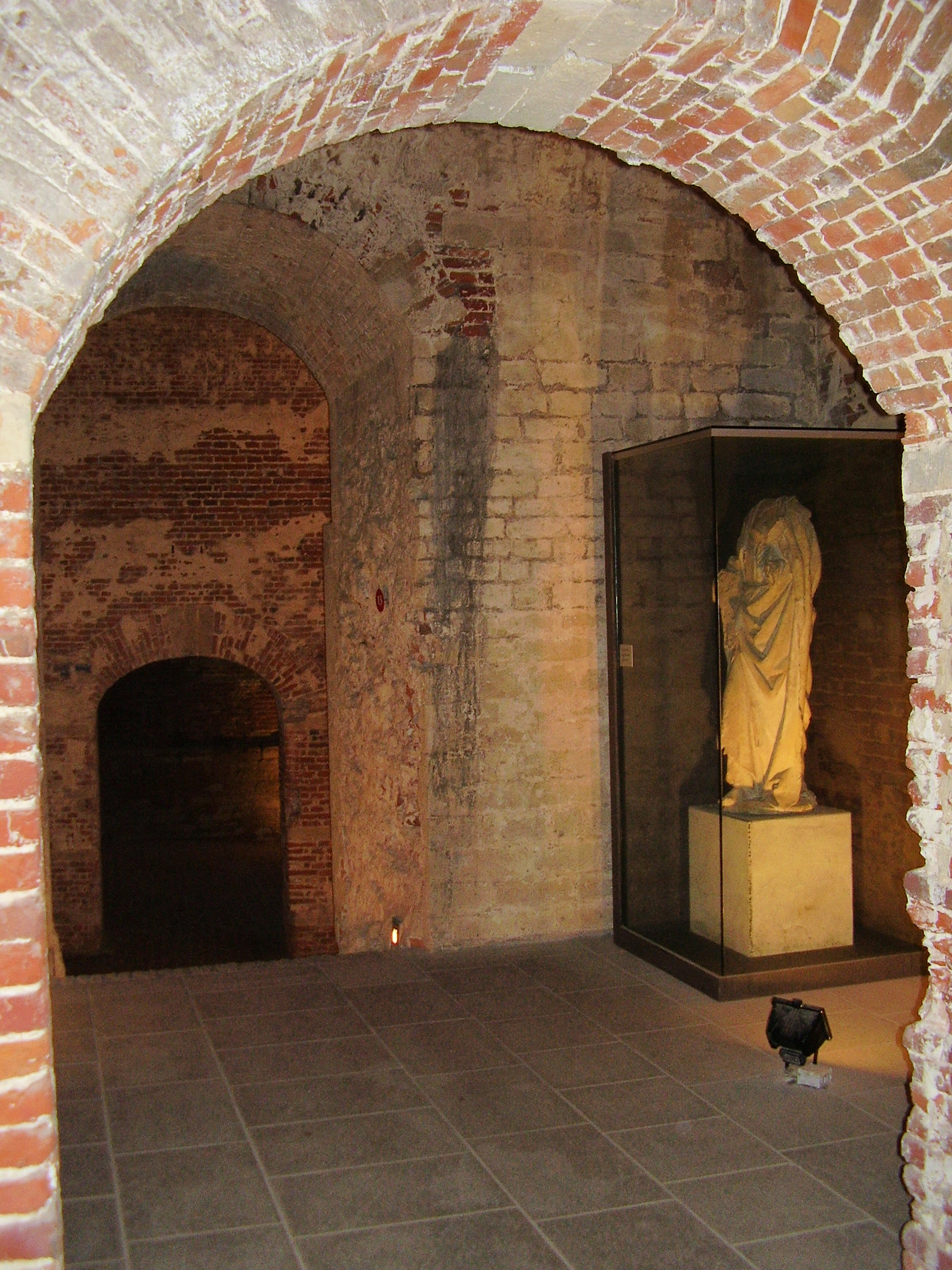
Statua d’apostolo del XV secolo